# Microsoft Outlook
| Estaves cercant el nou web de missatgeria Outlook.com? |

Microsoft Outlook és un programa d'agenda ofimàtica i client de correu electrònic de Microsoft, i forma part de la suite Microsoft Office.
Pot ser utilitzat com a aplicació independent, o juntament amb Microsoft Exchange Server per donar servei a múltiples usuaris dins d'una organització tal com bústies compartides, calendaris comuns, etc.

## Orígens Microsoft Outlook
Es remunta a 1989 quan es llança Microsoft Office (MSO). Va ser inicialment un terme de mercat per vendre un conjunt d'aplicacions que prèviament es venien per separat. El principal argument de venda era comprar el paquet complet era substancialment més barat que comprar cada aplicació per separat. La primera versió d'Office contenia Microsoft Word, Microsoft Excel i Microsoft PowerPoint.
Després, el 1990, un any després, surten dues noves aplicacions, una d'elles Outlook per MS-DOS, el que va provocar commoció i desgrat en alguns usuaris que esperaven que tingués les mateixes funcions que la versió anterior per mac.microsoft. Per satisfer el públic es llança Microsoft Outlook 95, el qual cobreix gran part de les expectatives però segueix sent encara limitat. Així va continuar fins que Microsoft es remodela amb Microsoft Office 2003, el qual incorpora una versió d'Outlook millor dissenyada i amb major nombre d'utilitats, com correu electrònic, calendari, tasques, contactes, notes, diari i recerca a la xarxa
Actualment existeix una nova versió apareguda en 2007, Microsoft Office 2007, semblant a l'anterior però amb algunes millores.

## Versions per a Windows
- Outlook 97.
- Outlook 98.
- Outlook 2000 (també conegut com a Outlook 9).
- Outlook 2002 (també conegut com a 10 o Outlook XP).
- Office Outlook 2003.
- Office Outlook 2007.
- Office Outlook 2007 amb Business Contact Manager.

Microsoft ha publicat també versions d'Outlook per a Apple Macintosh, si bé la major part de les característiques de correu estaven desactivades en Office 98, després que Office 98 Entourage reemplaçar Outlook en els Macintosh. En qualsevol cas, el 2001, Microsoft va publicar Outlook 2001 per Mac OS per permetre als usuaris accedir de manera clàssica als servidors Exchange i el 2003 va publicar Microsoft l'Entourage 2004 amb la suite d'Office 2004 per Mac OS, amb algunes característiques noves.

## Novetats en la seva versió 2007
- Recerca instantània, basat en Windows Desktop Search, buscant en elements adjunts, cites, calendaris o tasques.
- Agrupació d'elements en categories
- Integració amb Microsoft Office SharePoint Portal Server
- Millores en la gestió de calendaris, utilitza l'estàndard iCalendar, per compartir o publicar.
- Lector RSS

## Desaparició de Hotmail i creació d'un nou Outlook
Davant el fort creixement de Gmail, l'1 d'agost de 2012, Microsoft anuncia la futura desaparició de Hotmail, i la creació d'un nou Outlook més integrat amb les noves tecnologies.